# Volkszählung in Deutschland
Die erste Volkszählung im heutigen Deutschland fand 1816 im Königreich Preußen statt. Zwischen 1834 und 1867 führte der Deutsche Zollverein regelmäßig alle drei Jahre Volkszählungen in den Mitgliedsländern durch. Ermittelt wurde die sogenannte „Zollabrechnungsbevölkerung“. Zur Durchführung wurde ein Zeitpunkt gewählt, zu dem zu erwarten war, dass sich der größte Teil der Bevölkerung zu Hause aufhalten würde. Der Zollverein legte den 3. Dezember als Datum fest. Eine für 1870 geplante Zählung musste aufgrund des Deutsch-Französischen Krieges verschoben werden.

## Zählungen bis 1834

### Schleswig-Holstein
In den Herzogtümern Schleswig und Holstein fanden die ersten allgemeinen Volkszählungen unter der Dänischen Regentschaft im Jahr 1803 statt. Vorher gab es einzelne Zählungen in einzelnen Regionen ab 1693 (Fehmarn) oder 1755 (Eutin).

### Preußen
Nach der territorialen Neuordnung Deutschlands im Wiener Kongress und der Gründung des Deutschen Bundes wurde 1816 im Königreich Preußen die erste Volkszählung durchgeführt. Bis 1822 fanden jährliche Volkszählungen für den ganzen Staat statt, danach bis 1867 alle drei Jahre. Oft wurden diese mit Ermittlungen zum Gebäudebestand, mit Viehzählungen und anderen statistischen Ermittlungen kombiniert. Im deutschen Zollverein wurde dieser dreijährige Tournus beibehalten. Die Volkszählung 1870 fiel wegen des Deutsch-Französischen Krieges aus.

### Sachsen
Nachdem bereits auf der Grundlage zweier Generalverordnungen vom 23. Juli 1790 und 19. August 1791 jährlich sogenannte Konsumentenverzeichnisse an die sächsische Regierung einzureichen waren, fand am 3. Juli 1832 die erste Volkszählung im Königreich Sachsen statt.

## Zählungen 1834–1925
Von 1834 bis 1867 wurden in allen Mitgliedstaaten des Deutschen Zollvereins regelmäßig alle drei Jahre Volkszählungen durchgeführt. Diese Einheitlichkeit war notwendig, da die Einnahmen des Zollvereins in Bezug zur Einwohnerzahl verteilt wurden. Zum Mindestumfang der nötigen Erhebungen wurde in häufigen Konferenzen der beteiligten Statistiker Übereinstimmung erzielt. Im Deutschen Reich fanden Zählungen 1871, 1875 und danach alle 5 Jahre statt. Für die Einwohner des Reichsgebietes ergaben sich folgende Gesamtzahlen:
- 1871: 41.058.792 Einwohner
- 1875: 42.727.360 Einwohner
- 1880: 45.234.061 Einwohner
- 1885: 46.855.704 Einwohner
- 1890: 49.428.470 Einwohner
- 1895: 52.279.901 Einwohner
- 1900: 56.367.178 Einwohner
- 1905: 60.641.489 Einwohner
- 1910: 64.903.423 Einwohner

Die Zunahme betrug im Zeitraum von 1871 bis 1910 23.844.631 Personen (=58,1 %) und von 1905 bis 1910 4.261.934 Personen (=7,0 %). Nach der Zählung von 1910 kamen im Deutschen Reich auf einen Quadratkilometer 120 Personen, gegen 104 im Jahr 1900 und 76 im Jahr 1871.
Die letzte Zählung vor dem Ersten Weltkrieg fand am 1. Dezember 1910 statt. Danach wurde nur noch in unregelmäßigen Abständen gezählt. Nach zwei Kriegsvolkszählungen jeweils am 5. Dezember 1916 und 1917 zum Zweck der Lebensmittelverteilung wurden am 8. Oktober 1919 und 16. Juni 1925 wieder reguläre Volkszählungen durchgeführt.

## Zensus während des Dritten Reichs
Die Zählungen von 1933 und 1939 während der Zeit des Nationalsozialismus waren gleichzeitig Volks-, Berufs- und Betriebszählungen und wurden wie die von 1925 von dem Bevölkerungswissenschaftler Friedrich Burgdörfer geleitet. Bereits in der Zählung vom 16. Juni 1933 wurden etwa eine halbe Million „Glaubensjuden“ erfasst. Mit der Zählung 1939 wurde für alle Juden, „Mischlinge“ und Ausländer eine „Ergänzungskarte“ ausgefüllt, die als Grundlage für die Reichskartei der Juden und „jüdischen Mischlinge“ im Sinne der rassistischen Nürnberger Gesetze diente. Diese enthielt Namen, Geburtsnamen, Wohnung, Geschlecht, Geburtstag, Religion, Muttersprache, Volkszugehörigkeit, Beruf und Kinderzahl unter 14 Jahren des jeweiligen Haushalts. Die Ergebnisse beider Volkszählungen bildeten die wichtigste Voraussetzung zur Festlegung der zur späteren Deportation vorgesehenen Bevölkerung.
Technische Basis dieser Volkszählungen waren Lochkarten und Tabelliermaschinen der DEHOMAG, der deutschen Tochtergesellschaft von IBM. Diese wurden auch bei der „Verwaltung“ der Insassen der Konzentrations- und Vernichtungslager verwendet. Der Historiker Edwin Black stellt in seinem Buch IBM und der Holocaust die These auf, dass der Holocaust, insbesondere die Auffindung und Inhaftierung der „jüdischen Mischlinge“, ohne diese technische Ausrüstung um ein vielfaches länger gedauert hätte.

Das Statistische Reichsamt erstellte daraus auf Anordnung des Reichsinnenministers Wilhelm Frick vom 17. Mai 1939 eine „Volkstumskartei“, die, so der Historiker Götz Aly, der „Schlußstein in der Erfassung der Juden“ und die bürokratische Voraussetzung ihrer Deportation und Vernichtung wurde. Dass es sich dabei um keinen Missbrauch, sondern um von Anfang an gewollte Ergebnisse handelte, erläuterte die „Statistik des Deutschen Reiches“ 1936, die Sonderzählung erfolge, um 

„einen Überblick über die biologischen und sozialen Verhältnisse des Judentums im Deutschen Reich [zu bekommen] im Hinblick auf die grundsätzliche Umgestaltung, die in der Stellung des Judentums zu seinem deutschen Wirtsvolk durch die nationalsozialistische Regierung herbeigeführt worden ist“

## Zählungen im geteilten Deutschland

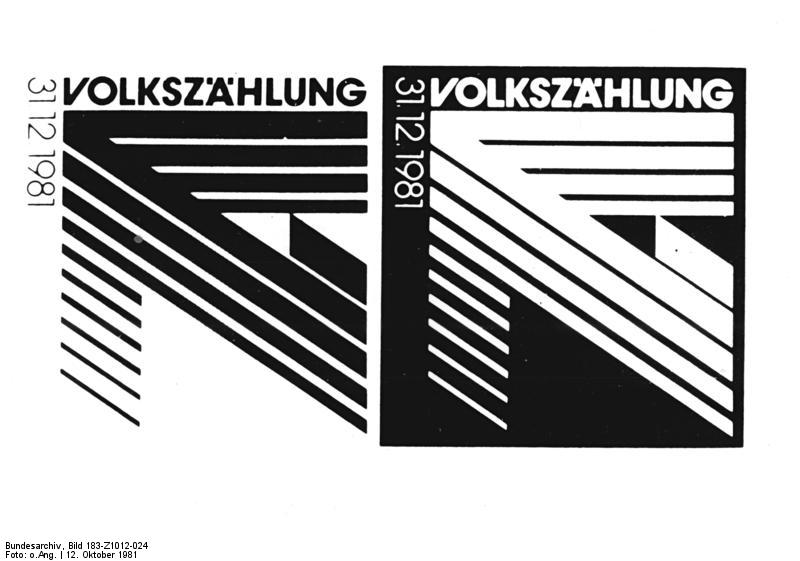
Logo der Volks-, Berufs-, Wohnraum- und Gebäudezählung zum Stichtag 31. Dezember 1981 in der DDR

Nach dem Zweiten Weltkrieg wurden im Dezember 1945 in der Sowjetischen Besatzungszone, im Januar 1946 in der Französischen Besatzungszone und im Oktober 1946 in allen vier Besatzungszonen Deutschlands unter Verantwortung der Besatzungsmächte Volks- und Berufszählungen durchgeführt. Dies geschah insbesondere, um die Kriegsverluste und die zahlreichen Ströme von Flüchtlingen, Umsiedlern und Heimatvertriebenen zu erfassen. Nach Gründung der beiden deutschen Staaten 1949 fanden dort mehrere Volkszählungen statt.
In der DDR erfolgten die Zählungen von 1950 und 1964 als Volks- und Berufszählungen. Die Ergebnisse von 1950 wurden aus politischen Gründen nicht veröffentlicht. Die Zählungen von 1971 und 1981 fanden in der DDR als komplexe Volks-, Berufs-, Wohnraum- und Gebäudezählungen statt. Die Daten von 1964 wurden von der Staatlichen Zentralverwaltung für Statistik umfassend veröffentlicht, die Ergebnisse der Zählungen von 1971 und 1981 dagegen nur teilweise freigegeben.
Die in der Bundesrepublik 1950 und 1987 durchgeführten Zählungen waren gleichzeitig Volks-, Berufs-, Gebäude-, Wohnungs- und Arbeitsstättenzählungen, die Zählungen von 1961 und 1970 erfolgten als Volks-, Berufs- und Arbeitsstättenzählungen. Während der Gebäude- und Wohnungszählung von 1956 wurde auch die Wohnbevölkerung in der Bundesrepublik gezählt („kleine Volkszählung“). Die Veröffentlichung der Daten aller Zählungen in der Bundesrepublik Deutschland, ab 1994 auch der Ergebnisse der Volkszählungen in den ostdeutschen Bundesländern, erfolgte vom Statistischen Bundesamt.

## Die Volkszählung von 1987

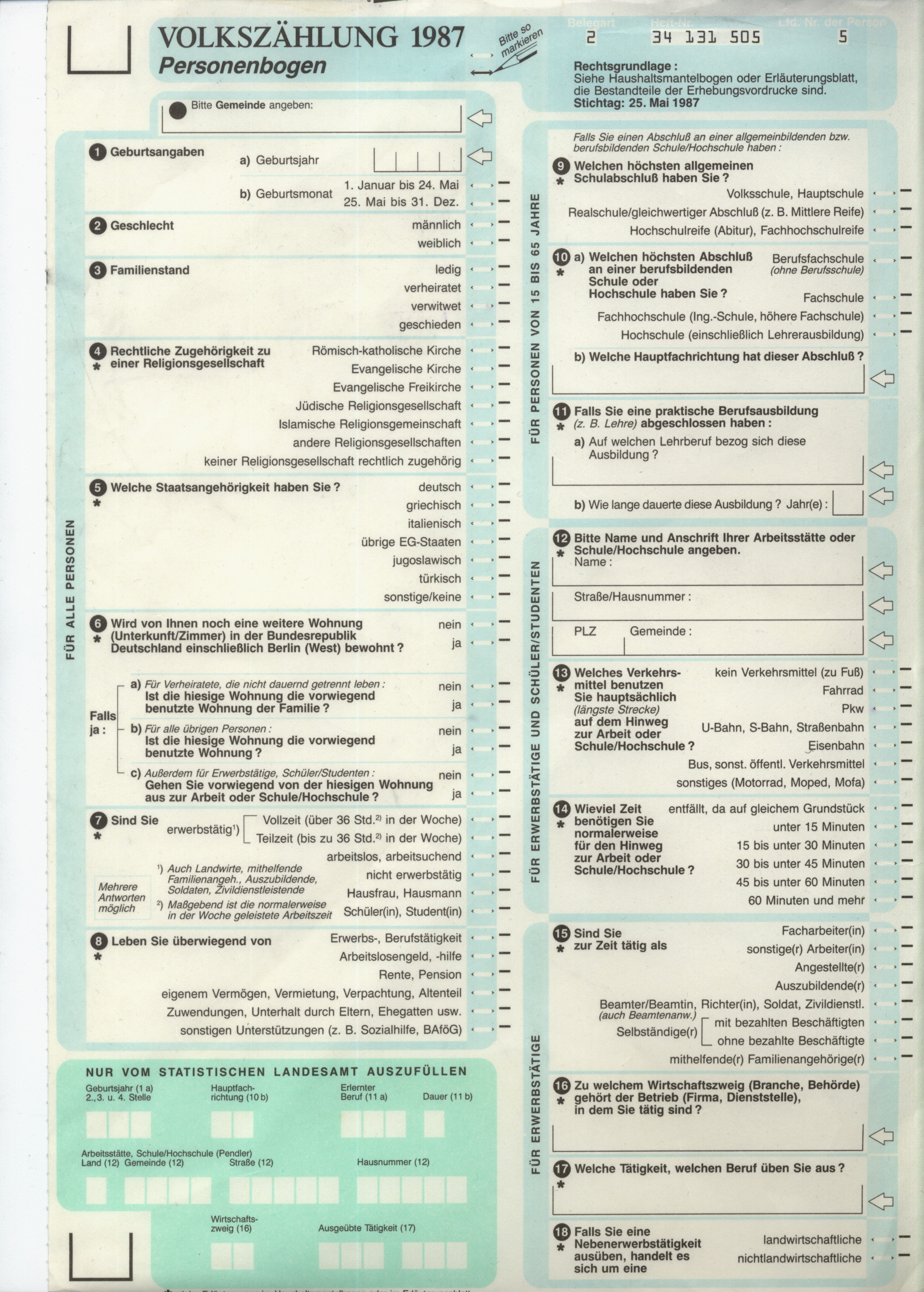
Personenbogen der Volkszählung 1987

Die Volkszählung in der Bundesrepublik Deutschland war vom Bund ursprünglich bereits für das Jahr 1981 geplant gewesen. Sie war in den Augen der Bundesbehörden neben anderen Gründen notwendig geworden, um die Infrastruktur einem veränderten sozialen Gefüge anzupassen und entsprechend neue Maßnahmen einzuleiten. Dies galt für Verkehrsplanung ebenso wie für die soziale Versorgung und anderes.
Wegen eines Streits um die Höhe des Bundeszuschusses zur Volkszählung verzögerte sich die Verabschiedung des Gesetzes bis 1982 und damit der geplante Zähltermin auf 1983. Ferner formulierte das Bundesverfassungsgericht mit dem historisch bedeutsamen Volkszählungsurteil vom 15. Dezember 1983 das Grundrecht auf informationelle Selbstbestimmung, das sich aus der Menschenwürde des Art. 1 GG und dem Recht auf freie Entfaltung der Persönlichkeit nach Art. 2 Abs. 1 GG ableitet. Daher musste die Befragung teilweise neu konzipiert werden, indem personenbezogene Angaben von den Fragebögen getrennt und die Fragebögen selbst überarbeitet wurden, um die Anonymität der Befragten besser zu gewährleisten.
Der Boykott wurde von einem breiten Bündnis verschiedener sozialer und politischer Gruppen getragen und vom „Koordinierungsbüro gegen den Überwachungsstaat“ im Bonner Büro der Jungdemokraten, der ehemaligen Jugendorganisation der FDP, organisiert. Auch die damalige Partei „Die Grünen“, zu der Zeit seit etwa vier Jahren im Bundestag vertreten, gehörte zu den Kritikern der Volkszählung und beteiligte sich mit vielen ihrer Mitglieder an der Kampagne.
Insgesamt musste auf Grund der ermittelten Einwohnerdaten die Summe im Länderfinanzausgleich um etwa 935 Millionen DM (etwa 478 Millionen Euro) berichtigt, die Summe im kommunalen Finanzausgleich der Großstädte um rund 700 Millionen DM (etwa 358 Millionen Euro) korrigiert werden. Die fortgeschriebene Zahl der Erwerbstätigen lag im Vergleich zu den Ergebnissen der Volkszählung um eine Million (3,6 Prozent) zu niedrig, die Anzahl der Ausländer um fast 600.000 (12,0 Prozent), die Zahl der Wohnungen (25,9 Millionen) um rund eine Million (3,8 Prozent) zu hoch. Die Arbeitslosenquoten musste in etwa einem Drittel der Arbeitsamtsbezirke um rund 20 Prozent nach unten angepasst werden.

## Nach der Wiedervereinigung
Die ursprünglich für 1991 in der Bundesrepublik und der DDR geplanten Volkszählungen wurden nicht mehr durchgeführt. So fand nach 1987 in der Bundesrepublik erst 2011 wieder eine Volkszählung statt, trotz der Wiedervereinigung von 1990, mit der etwa 16 Millionen weitere Bürger mit anderen infrastrukturellen Voraussetzungen zum Staatsgebiet der Bundesrepublik Deutschland hinzu kamen.
Anfang Juli 2007 wurden sämtliche Melderegisterdaten aller Einwohner zur Vergabe einer einheitlichen Steuernummer an das Bundesamt für Steuern geliefert, das daraus bis zum Jahresende 2007 eine elfstellige Steuernummer für jeden einzelnen Einwohner generierte. Diese wurden mit den Melderegistern abgeglichen und Zweifelsfälle bereinigt. Damit entstand ein Zentralregister, das nicht für statistische Zwecke zur Verfügung steht. Als Nebeneffekt ist davon auszugehen, dass die Melderegisterdaten nach diesem Abgleich exakter sind als bisher.
Die erste Volkszählung nach der Wiedervereinigung Deutschlands ist der Zensus 2011 im Rahmen der ersten gemeinsamen Volkszählung in den Mitgliedstaaten der Europäischen Union. Mit dem Zensus 2022 wurde in Deutschland die letzte Volkszählung durchgeführt.